# Pieza
Pieza (лат.) — род короткоусых двукрылых насекомых из семейства Mythicomyiidae. 11 видов. 

## Распространение
Неарктика и Неотропика.

## Описание
Мелкие мухи с длиной 1 — 3 мм. Имеет сходство с родами Reissa и Riga по наличию закрытой и треугольной первой субмаргинальной ячейкой крыла и по усиковому стилусу, размещённому субапикально на втором флагелломере. Мезонотум Pieza как и у Reissa сплющен  в спинно-брюшном направлении. Глаза Pieza явно голоптические, как у Reissa и разделены расстоянием равным по ширине более чем 10 омматидиям. Один вид (Pieza dominicana) был обнаружен в эоценовом доминиканского янтаре (33 — 37 млн лет, или от 13 до 45 млн лет по другим данным). Род был впервые выделен в 2002 году диптерологом Нилом Эвенхусом (Center for Research in Entomology, Bishop Museum, Гонолулу, Гавайи, США).
- Pieza agnastis Hall, 1976[4]
- Pieza angusta (Melander, 1961) typus
- Pieza deresistans Evenhuis, 2002
- † Pieza dominicana Evenhuis, 2002
- Pieza flavitibia Evenhuis, 2002
- Pieza kake Evenhuis, 2002
- Pieza minuta (Greene, 1924)[5]
- Pieza ostenta (Melander, 1961)[6]
- Pieza pi Evenhuis, 2002
- Pieza rhea Evenhuis, 2002
- Pieza sinclairi Evenhuis, 2002